# إينييغو ليكوي
إينييغو ليكوي مارتينيز (بالإسبانية: Iñigo Lekue Martínez)‏ (مواليد 4 مايو 1993) هو لاعب كرة قدم إسباني ، يلعب في مراكز الظهير الأيمن والظهير الأيسر والجناح الأيمن ، ويلعب حاليًا لنادي أتلتيك بيلباو الإسباني.

## الألقاب والإنجازات

### أتلتيك بيلباو
- كأس السوبر الإسباني: 2015

## روابط خارجية
- إينييغو ليكوي على موقع الاتحاد الأوربي (الإنجليزية)
- إينييغو ليكوي على موقع إي إس بي إن إف سي (الإنجليزية)
- إينييغو ليكوي على موقع قاعدة بيانات كرة القدم.إي يو (الإنجليزية)
- إينييغو ليكوي على موقع Soccerbase.com (لاعب) (الإنجليزية)
- إينييغو ليكوي على موقع Soccerway.com (الإنجليزية)
- إينييغو ليكوي على موقع عالم كرة القدم.نت (الإنجليزية)
- إينييغو ليكوي على موقع AS.com (الإسبانية)